# Tut.by
A Tut.by egy független belarusz hírportál. Szerkesztősége Minszkben van és orosz nyelven publikál. 2000-ben alapították és az egyik leglátogatottabb oldal az országban.

## Története
A portált 2000 októberében alapította Jurij Ziszer (1960–2020) üzletember, filantróp, blogger.
A portál kiterjedten beszámolt a 2020 augusztusában tartott elnökválasztást követő tüntetésekről. 2020 szeptember végén az információs minisztérium bejelentette, hogy október 1-jétől három hónapra felfüggesztette a média státusát. Riportereit és fotósait pénzbüntetéssel és börtönnel sújtották.
2020 novemberében letartoztatták a lap munkatársát Kacjarina Bariszevicset, mert beszámolt Raman Bandarenka ellenzéki aktivista halálának valós körülményeiről. A hatóságok szerint Bandarenka részegen egy verekedés közben vesztette életét. Bariszevics orvosi jelentések alapján viszont megtudta, hogy az áldozat vérében nem volt alkohol. Az újságírót 2021 márciusában hat hónap börtönre ítélték.
2020 decemberében a belarusz bíróság megvonta a portál médiaengedélyét arra hivatkozva, hogy a 2020-as elnökválasztásról rendszeresen hamis cikkeket közölt az újság. Az ítélet ellenére a tut.by ugyanúgy működött tovább.
2021. május 18-án adócsalás gyanújával indult vizsgálat a híroldal ellen. A rendőrség átkutatta a szerkesztőséget és több újságíró lakását. A lap főszerkesztőjét Marina Zolotvát őrizetbe vették. Ezzel egyidőben az oldal elérhetetlenné vált, majd egy másik domain címről újra elérhetővé vált.
2023. március közepén –	közel két év előzetes fogvatartás után – Marina Zolotova főszerkesztőt és Ludmila Csekina lapigazgatót adóelkerülés, extremizmusra való felhívás és a nemzetbiztonság veszélyeztetése indoklásssal 12-12 évre ítélték. Emberi jogi aktivisták mindkettőjüket politikai fogolynak tekintik.